# Del Reeves
Pour les articles homonymes, voir Reeves.
Franklin Delano (Del) Reeves (14 juillet 1932 à Sparta, Caroline du Nord - Décédé le 1er janvier 2007 à Centerville, Tennessee) était un chanteur de musique country américain. Au début de sa carrière il s'était aussi essayé au Rockabilly, comme d'ailleurs un certain nombre de chanteurs country qui se mettaient à ce nouveau style le temps de quelques enregistrements.
Reeves fut une des grandes stars des années 1960 et du Grand Ole Opry.

Il a eu du succès avec des chansons comme "Girl on the billboard", "The belles of the southern belle" et "Women do funny things to me".